# عزبة وزير
قرية وزير (wazeer) : البلد :مصر المحافظة :الدقهلية (محافظة)

## موقعها
تقع قرية وزير علي طريق جمصة السياحي وهي تابعة لمركز بلقاس، الدقهل ية

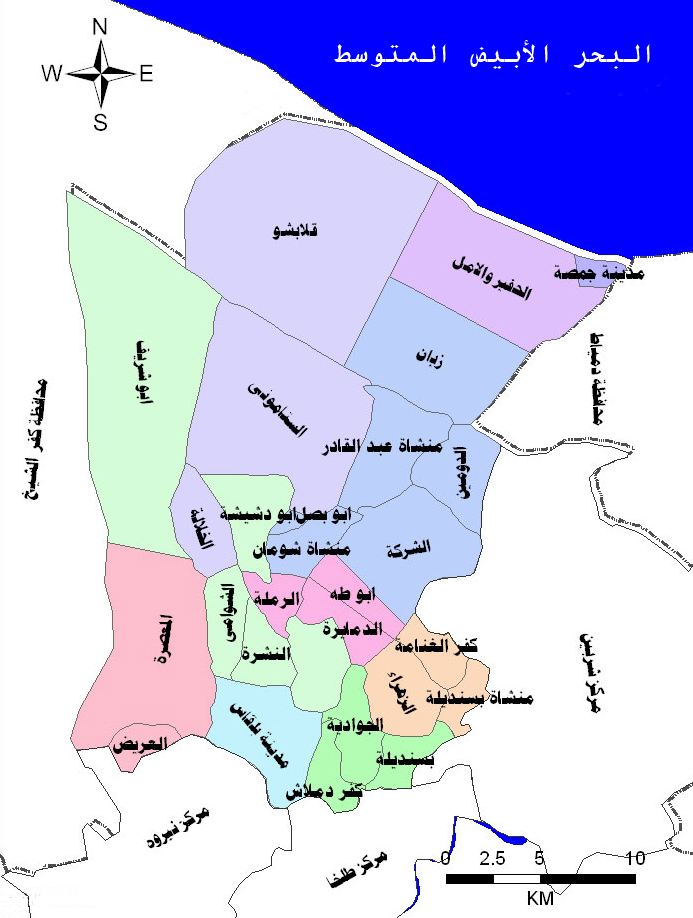
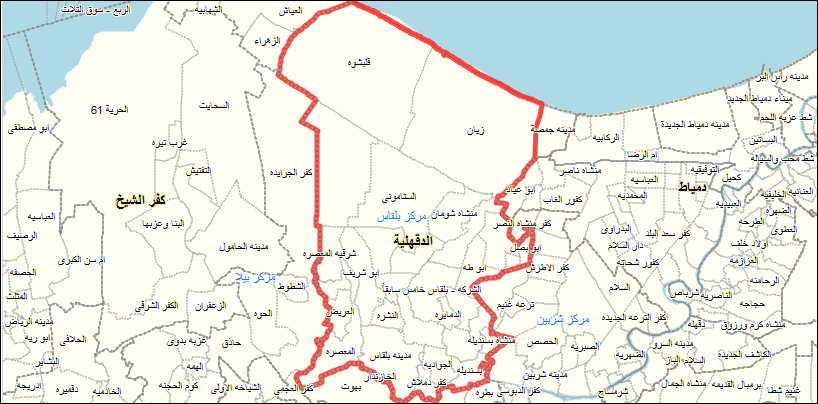

- ملف:خريطة_مركز_بلقاس-محافظة_الدقهلية-2016.png
- ملف:مركز_بلقاس.png

## المنشئات
, وبها بعض المنشئات كـ المستشفيات والمدارس الحكومية وهما كالآتي
- مستشفي وزير
- مدرسة وزير الابتدائية
- مدرسة وزير الاعدادية
- مدرسة وزير التجارية المشتركة

## الصناعة والزراعة
- ومن ناحية الصناعة والزراعة، فبها اراضي زراعية تبلغ مساحات كبيرة جدا، ومصانع لتصنيع البلاستيك، وورش نجارة لتصنيع الاثاث،
وورش لدهانات الاثاث، وورش كهربائية، وورش لصيانة السيارات وجميع وسائل النقل

## التوقيت
خط جرينتش +2

## الرمز الهاتفي
050 (+2)

## الرمز الجغرافي
358821

## قري اخري تتبع مدينة بلقاس
1. يتبع مركز ومدينة بلقاس 10 قرى اخري وهي:
  1. الوحدة المحلية بلقاس يتبع الوحدة قرى (ضاحية أبو عرصة والترزي)والخازندار
  2. الوحدة المحلية الحفيروالأمل يتبع الوحدة قرى (المركزية والسد العالي وأبو ماضي والرياض والسادات والطليعة والكمال والرجاء والنقعة وجاليا)
  3. الوحدة المحلية الستاموني يتبع الوحدة قرى (الستاموني والخلالة وقلابشو)
  4. الوحدة المحلية الشوامي يتبع الوحدة قرى (الشوامي وأبو دشيشة والنشرة والسماحية الكبري وأبو شريف)
  5. الوحدة المحلية المعصرة (بلقاس) يتبع الوحدة قرى (المعصرة والعريض والقنان وشرقية المعصرة)
  6. الوحدة المحلية بسنديلة يتبع الوحدة قرى (بسنديلة والجوادية وكفر دملاش)
  7. الوحدة المحلية الزهراء يتبع الوحدة قرى (الزهراء وكفر الغنامة ومنشأة بسنديلة)
  8. الوحدة المحلية بلقاس خامس يتبع الوحدة قرى (بلقاس خامس والدمايرة والرملة والدولتلي وأبو طه )
  9. الوحدة المحلية الجزاير يتبع الوحدة قرى (الجزاير ومنشأة شومان والغرباوي وزيان وأبو بصل والسبخاوية
  10. وقرية المستعمرة الشرقية

## تاريخ بلقاس
ذكرها القاموس الجغرافى للعالم أحمد رمزى على أنها أقيمت فوق قريتى الميم والعسكر اللتين غرقتا بفيضان النيل، وقد سجل الزمام باسم بلقاس عام 1526 م. كما ورد اسمها في مسح علماء الحملة الفرنسية للبلاد المصرية، وذكرها على باشا مبارك في الخطط التوفيقية في أواخر القرن التاسع عشر. كانت بلقاس تتبع مديرية الغربية وقد صدر قرار عام 1892 بأن تكون مركزا لما عرف ب (إقليم بلاد الأرز شرقا) وقد ضم هذا المركز شربين وبسنديلة وراس الخليج والحصص والسنلنية ودملاش وكفر أبو غالب وكفر الترعة الجديد وكفر الحطبة والدبوسى وكفر الشيخ عطية وكفر الجرايدة وكفر البطيخ. وفي العام 1897 قسمت بلقاس إلى عموديتين وصار مركز المنطقة هو شربين .وفي عام 1943 أصدر فؤاد باشا سراج الدين وزير الداخلية وقتها بفصل بلقاس عن شربين وجعلها مركزا مستقلا وفي عام 1954 صارت بلقاس تابعة لمحافظة الدقهلية وليست الغربية

## من معالم المركز السياحية الشهيرة
- جمصة
- دير القديسة دميانة
- شارع فلسطين(الحرفيين)